# ナオミ・シェメル
ナオミ・シェメル（1930年7月13日 - 2004年6月26日、英文：Naomi Shemer、ヘブライ語：נעמי שמר）は現代イスラエルの最も有名な作詞・作曲者で、イスラエル建国後の重要な場面で多くの歌を発表して、国民から愛唱され、特に「黄金のエルサレム」は第2のイスラエル国歌とまで言われている。

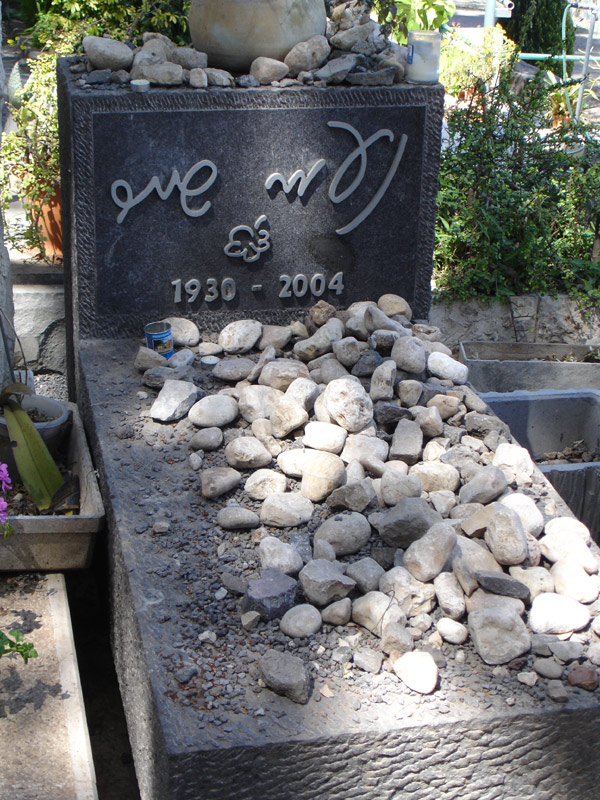
イスラエルの作詞・作曲家、ナオミ・シェメルの墓。ガリラヤ湖のほとりにあり、ユダヤ人の習慣で訪問者が小石を置いている。彼女の写真はこの項目のヘブライ語版にある。

## 生涯
ナオミ・シェメルは1930年に、ガリラヤ湖のほとりのキブツに生まれている。両親は1920年代にリトアニアから第3次シオン帰還運動で移動してきたユダヤ人で、このキブツの創始者の一家族であり、ナオミは子供時代から特に母からきびしい音楽教育を受けた。
長じてイスラエル国防軍の慰問団で働き、この間にエルサレム音楽・舞踏アカデミー（Jerusalem Academy of Music and Dance）で学んでいる。結婚して、2児を得ている。2004年、ガンのため73歳で亡くなった。1983年、イスラエル賞受賞。

## 歌
ナオミ・シェメルは自分で作詞・作曲しているが、詩人のラヘル・ブルーシュタイン(Rachel Bluwstein)などの有名な詩にも作曲をしたり、ビートルズの曲にヘブライ語の作詞をしたりもしている。イスラエル建国と発展の各過程で依頼されて作った歌も多く、人々の喜び・悲しみ・希望を歌い、多くの人々に愛唱されている。1983年、イスラエル国民栄誉賞を受賞している。
一番有名な歌は、1967年のイスラエル独立記念日の音楽祭の招待曲として作られた「黄金のエルサレム」（エルシャライム・シェル・ザハヴ、英文：Jerusalem of Gold）である。歌の内容はイスラエルの歴史から現代の希望までをカバーしており、含蓄の深いものとなっている。 この歌が作られて直後に六日戦争が起きて、後でイスラエルがこの戦争で勝ち取った東エルサレムについて（そこにユダヤ人にとって大切な「神殿の丘」と「嘆きの壁」がある）についての4番目の歌詞が追加されている。 この歌があまりにも有名になったため、1968年に国会でイスラエル国歌「ハティクヴァ」に代わる国歌にしようとする動きもあったが、これは否決されている。